# Adrian Ionescu (fotbalist născut în 1958)
Adrian Ionescu (n. 17 mai 1958) este un fotbalist român retras din activitatea sportivă.

## Titluri
Steaua București
- Divizia A: 1977-78
- Cupa României: 1978–79